# Monoscopio (tubo catodico)

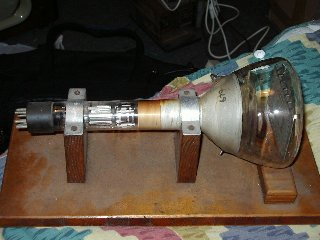
Un monoscopio

Il monoscopio è un tipo particolare di tubo catodico usato per generare un segnale video. Ogni tubo è in grado di produrre un solo segnale, da qui il nome (dal greco antico μόνος?, mónos, "uno, unico" e σκοπέω, skopéō, "osservo").

## Caratteristiche
Si tratta di un piccolo tubo a raggi catodici dove al posto del fosforo sullo schermo si trovava un'immagine bersaglio. Quando il raggio catodico arriva sul bersaglio, si produce un segnale elettrico variabile. Questo segnale riproduce un'immagine fedele dell'immagine bersaglio così da poterla usare per produrre immagini di controllo per la televisione.
Usato nei primi anni della tecnologia televisiva, è stato soppiantato dal monoscopio generato elettronicamente, chiamato in Italia semplicemente (anche se scorrettamente) monoscopio.